# Permission jusqu'à l'aube
Pour les articles homonymes, voir Permission.
Pour plus de détails, voir Fiche technique et Distribution.
Permission jusqu'à l'aube (Mister Roberts) est un film américain réalisé par John Ford, Mervyn LeRoy et Joshua Logan, sorti en 1955. A noter que lors du début du tournage un différend est arrivé entre John Ford et Henry Fonda. Ford ayant frappé au visage Fonda. Malgré des excuses, Ils n'ont plus jamais travaillé ensemble.

## Synopsis
Au printemps 1945, au milieu du Pacifique, un cargo ravitailleur le Rafiot abrite un commandant ambitieux et autoritaire. Dans une atmosphère tropicale, les hommes travaillent sous les brimades du commandant. Le second du navire, le lieutenant Roberts, partage la vie de l'équipage et souhaite leur avoir une permission bien méritée, afin de redonner de la cohésion au sein des marins.
Il ne peut satisfaire l'équipage que contre un marché avec le commandant, l'obligeant à ne plus jamais demander sa mutation sur un autre navire et à exécuter ses ordres sans faillir.
La permission est accordée, l'équipage se ressoude, mais trouve un lieutenant changé à son retour, devenu comme le commandant autoritaire et ambitieux.
Que s'est il passé pour faire changer le lieutenant ? L'équipage découvre le marché passé entre les deux hommes et comprend donc le lieutenant. Ils vont tout faire pour le remercier discrètement. Le lieutenant est muté au début de l'été 1945 sur un navire au cœur des dernières batailles du Pacifique. C'était son souhait depuis plus de 2 ans sur le rafiot.

## Fiche technique
- Titre français : Permission jusqu'à l'aube
- Titre original : Mister Roberts
- Réalisation : John Ford, Mervyn LeRoy et Joshua Logan, d'après la pièce Mister Roberts de Joshua Logan et le roman Mister Roberts de Thomas Heggen
- Production : Leland Hayward
- Scénario : Thomas Heggen, Joshua Logan et Frank S. Nugent
- Image : Winton C. Hoch
- Musique : Franz Waxman
- Costumes : Moss Mabry (non-crédité)
- Son : Earl Crain Sr.
- Montage : Jack Murray
- Pays de production : États-Unis
- Genre : comédie dramatique, film de guerre
- Durée : 123 minutes
- Format : couleur, 35 mm, 2.55 : 1, CinemaScope
- Dates de sortie :
  - États-Unis : 10 juillet 1955 à Los Angeles, 14 juillet 1955 à New York
  - France : 16 septembre 1955
- Affiches : Bill Gold (États-Unis), Jean Mascii (France)

## Distribution
- Henry Fonda (VF : René Arrieu) : lieutenant Douglas A. 'Doug' Roberts
- James Cagney (VF : Pierre Leproux) : capitain Morton
- William Powell (VF : Claude Péran) : lieutenant « Doc »
- Jack Lemmon (VF : Serge Lhorca) : Frank Thurlowe Pulver
- Betsy Palmer : lieutenant Ann Girard
- Ward Bond (VF : Jean Clarieux) : chef petty officier Dowdy
- Philip Carey (VF : Raymond Loyer) : Mannion
- Nick Adams (VF : Jacques Thébault) : Reber
- Perry Lopez : Rodrigues
- Ken Curtis (VF : Yves Furet) : Yeoman 3e classe Dolan
- Robert Roark (VF : Michel François) : Insigna
- Harry Carey Jr. (VF : Philippe Mareuil) : Stefanowski
- William Henry : lieutenant Billings
- Duke Kahanamoku : un chef indigène
- James Flavin (non crédité) : un policier militaire
- Francis Connor : Cochran
- William Hudson : Olson
- Shug Fisher : Johnson
- Stubby Kruger : Schlemmer
- Danny Borzage : Jonesy
- Harry Tenbrook : Cookie
- Jim Moloney : Kennedy
- Jim Murphy : Taylor
- Jack Pennick : sergent de la marine
- Patrick Wayne : Bookser
- Kathleen O'Malley : une infirmière
- Maura Murphy : une infirmière
- Mimi Doyle : une infirmière
- Jeanne Murray : une infirmière
- Lonnie Pierce : une infirmière
- Martin Milner : l'officier garde-côte
- Gregory Walcott : garde-côte